# Ala di Stura
Ala di Stura (Ala in piemontese e in francoprovenzale) è un comune italiano di 462 abitanti della città metropolitana di Torino in Piemonte. Dista circa 49 chilometri a nord-ovest dal capoluogo.

## Geografia fisica
Piccolo comune alpino di una delle tre Valli di Lanzo (dà il nome alla Val d'Ala), composto da diverse frazioni, situate soprattutto sulla riva sinistra del torrente Stura.
In particolare le frazioni sono le seguenti : Pertusetto, Mondrone, Prussello (la piazza centrale e le borgate annesse), Martassina, Canova, Croce, Villar e Pian del Tetto. 
È un centro turistico molto frequentato: il paese è dotato di molti impianti sportivi, soprattutto invernali, tra cui una seggiovia e molti skilift per la risalite sciistiche a Punta Karfen, e ciò rende la località frequentata sia in estate sia in inverno. I turisti, nella stagione estiva, superano gli abitanti. 
Nella frazione di Mondrone si trova una cascata formata dalla Stura chiamata Gorgia, al cui primo salto di 10 metri, dopo aver superato una strettissima forra, ne segue uno di 65.

## Origini del nome
Vi sono solo diverse ipotesi: che derivi dal celtico all, (alto),  oppure lo si crede originato dalla forma di ala distesa che le cime delle vette offrono alla vista e che la circondano. L'ipotesi più attendibile invece lo fa originare dalla voce dialettale piemontese ala, il cui significato è tettoia coperta destinata allo svolgimento di riunioni, a sua volta derivante dal tedesco halla, in italiano portico.

## Storia
Le origini del borgo e del suo nome non sono note con esattezza: si sa solo che esisteva già nell'alto Medioevo e apparteneva al vescovado di Torino che lo aveva concesso in enfiteusi al Monastero di San Mauro. Il documento più antico nel quale è nominato è un atto risalente al 1267, quando Guglielmo di Monferrato concesse le miniere della zona ad un certo Barizelo di Gerola. 
Dal 22 gennaio 1341 fu di proprietà dei Duchi di Savoia, e nel corso dei secoli successivi venne dato in feudo a diverse famiglie, fra cui il 14 aprile 1577 gli Este di San Martino, nella persona del marchese Filippo I d'Este. Il marchese Sigismondo Francesco d'Este riconsegnò il feudo il 31 luglio 1715. Nel 1724 venne concesso ai marchesi di Compans dei Brichanteau, signori di Orio.
La storia di Ala di Stura segue le vicende delle valli di Lanzo. La loro notorietà si deve principalmente all'interesse della marchesa Giulia Falletti di Barolo e dello storico e ministro Luigi Cibrario, quando tutta la valle divenne un centro di richiamo turistico.
Dal 1873, dopo la costruzione della ferrovia che collega Torino con Ceres, il comune si impose rapidamente come luogo e stazione di villeggiatura di fama internazionale. Tale attività spinse il comune a fornire, già a partire dal 1890, un servizio telegrafico, mentre nel decennio successivo la località venne dotata di luce elettrica.
Nonostante tali impulsi innovativi per l'epoca, il comune subì l'inevitabile fenomeno dello spopolamento, tipico di tutte le valli alpine. Alla fine del XIX secolo Ala contava più di 800 abitanti, ma già nel 1911 scesero a 722, mentre nel 1993 se ne contavano circa 500.

## Monumenti e luoghi d'interesse

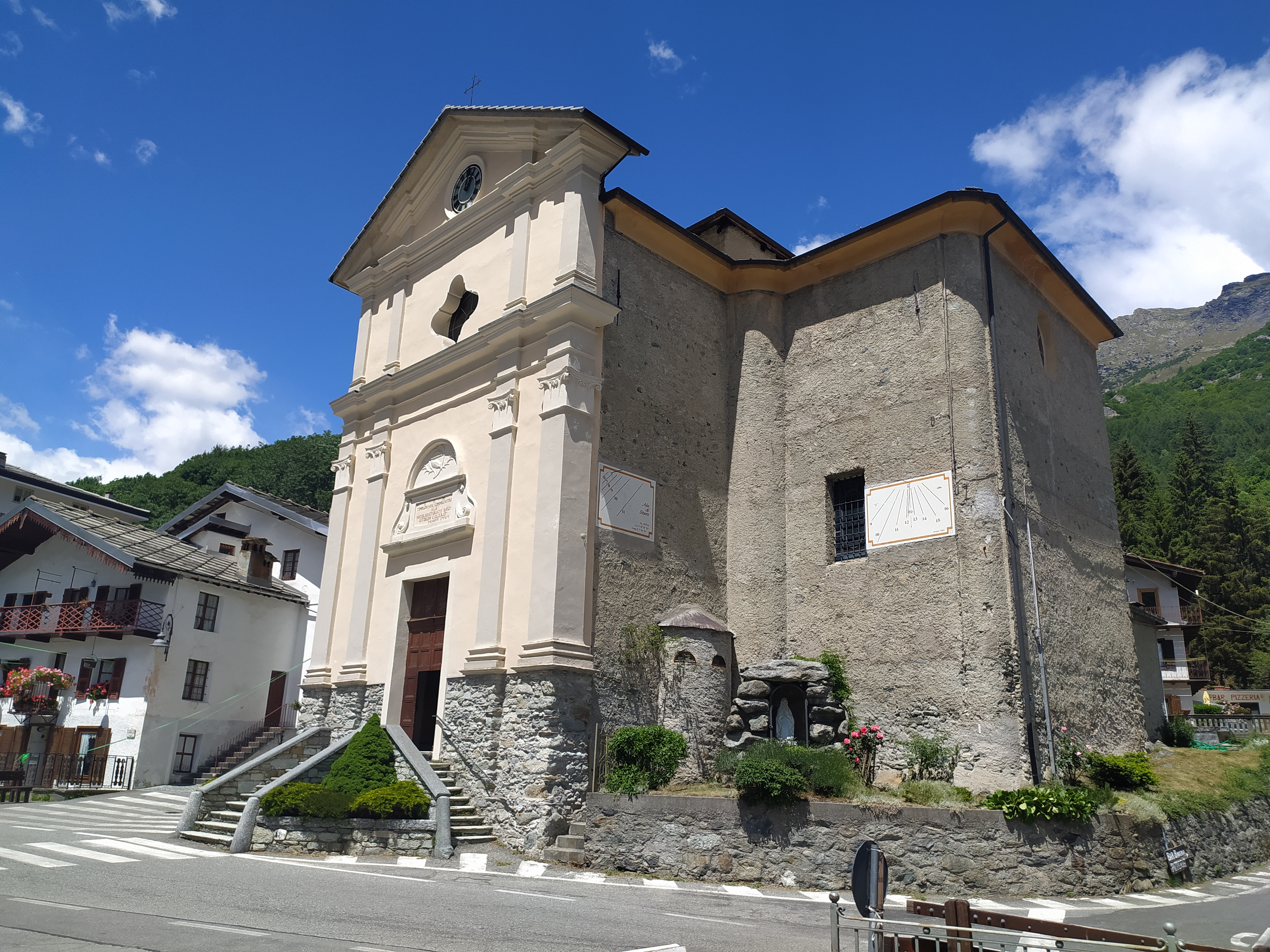
Facciata Chiesa Parrocchiale Ala di Stura

- Il ponte delle Scale, che unisce Ala a Ceres era una delle più importanti testimonianze artistiche presenti nel comune. Costruito nel 1585 in pietra a due archi gotici, venne ricostruito nel 1617 dopo essere stato distrutto da una piena. Ancora demolito nel 1685, venne nuovamente ricostruito nel 1688, ma questa volta ad un solo arco. Il ponte è crollato durante l'alluvione del 2000, alluvione che ha duramente colpito la provincia di Torino.

- La chiesa di San Nicolao venne edificata fra il XIV e il XV secolo, ma attualmente sopravvive solo il campanile in stile lombardo. Nel 1727, al suo posto venne edificata l'attuale chiesa dei Santi Nicolao e Grato. In essa è conservata un'icona risalente al 1616, originariamente situata presso l'altare maggiore della chiesa distrutta, rappresentante la Madonna assisa fra i due santi ai quali è dedicata la chiesa.

- Nel centro abitato sorge una torre del XV secolo, alta 12 metri, chiamata Torre della Dogana sulla quale sono stati dipinti affreschi che riproducono le armi dei Savoia assieme ad alcuni fregi.

- Su un pilone situato lungo la strada che porta alla borgata Croce si trova un affresco raffigurante il Crocefisso, realizzato nel secolo scorso da Francesco Gonin. Inoltre in molte delle diverse frazioni sono presenti altri affreschi.

- Nella frazione Martassina si trova il Santuario della Grotta di Lourdes edificato nel 1912. Al suo interno si trova una statua della Vergine realizzata dallo scultore Leonardo Bistolfi.

### Gli affreschi popolari di Ala di Stura
Caratteristica originale del comune è la presenza, nelle numerose e piccole frazioni, di tanti affreschi opera di artisti per lo più anonimi, tra il XVI e il XVII secolo. Tra di loro spicca Giovanni Oldrado Perini, della cui vita poco si conosce, tranne che era un monaco dell'Abbazia di Novalesa, attivo nella seconda metà del Cinquecento. I suoi affreschi risalgono al periodo 1577-1588 e non solo ad Ala, ma anche a Corio e Ceres.
In stile prettamente gotico, hanno avuto l'effetto di creare una vera e propria tendenza conservatrice, tipica delle valli alpine, e di farla giungere pressoché intatta, fino al XVIII secolo. Non tutti i suoi affreschi sono stati conservati : fra quelli attualmente esistenti si può ammirarne uno che risale al luglio 1577 che si trova su una parete di una casa privata nella frazione Villar e rappresenta una Madonna con Bambino, San Maurizio e la Santissima Trinità.
 
Il successo del Perini spinse un altro pittore, Giovanni Venoti di Ceres, a riprenderne lo stile realizzando nel 1634 gli affreschi della Cappella di San Rocco a Ceres e nel 1641 quelli della Cappella di San Giuseppe ad Ala.

### Le meridiane

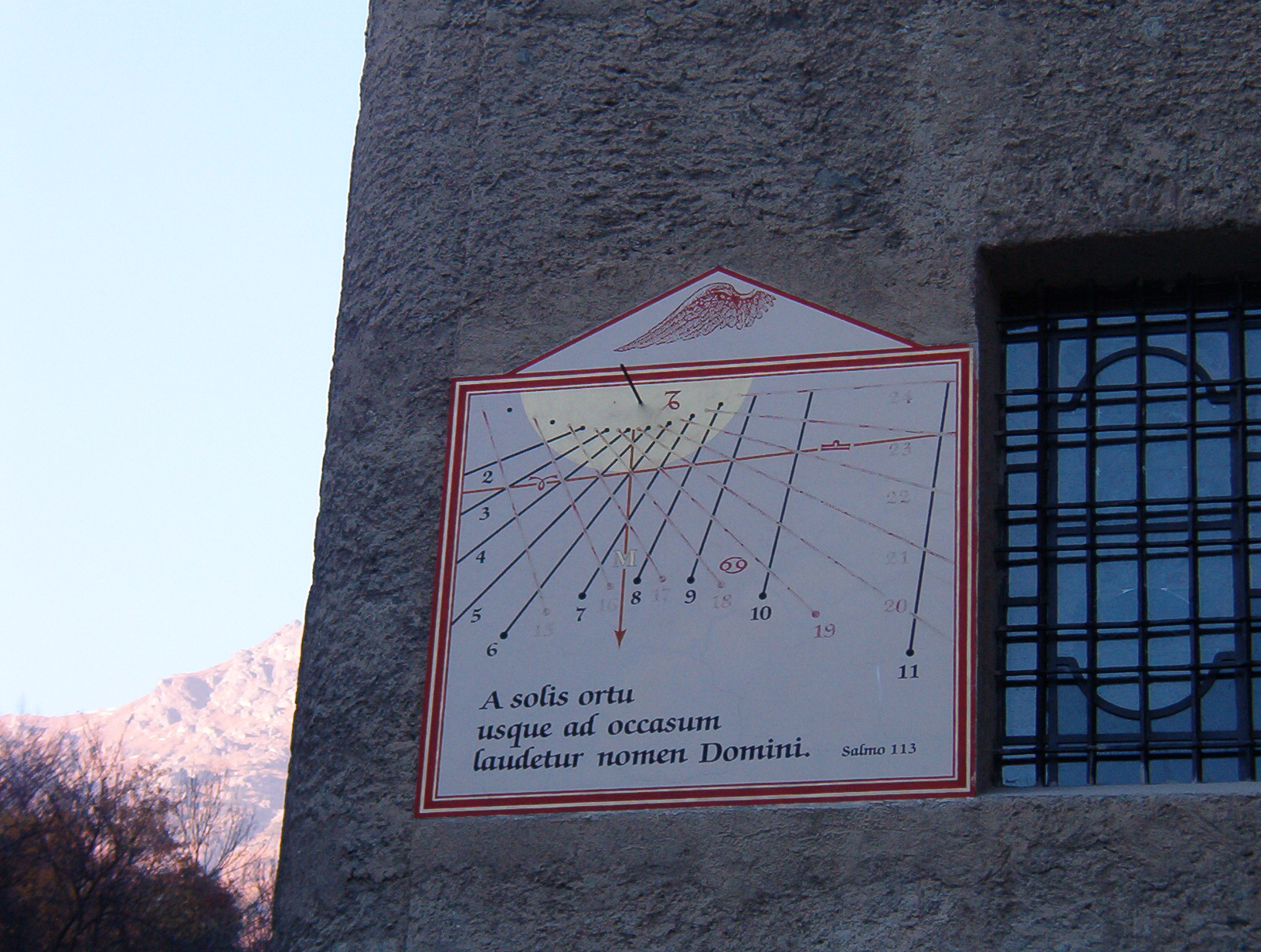
Tipica meridiana.

Il paese è particolarmente famoso per le tante meridiane poste sulle facciate delle chiese e delle case.

## Società

### Evoluzione demografica
La popolazione dal 1911 ad oggi si è praticamente  dimezzata.
Abitanti censiti

## Cultura

### Festività
Le festività di questo piccolo borgo delle valli di Lanzo sono molto particolari. La festa tradizionale è nei giorni di ferragosto; all'interno del paese si addobbano le strade con bandiere tricolore e oggetti tipici della cultura piemontese. Durante i giorni di ferragosto il paese è in festa, la sera si esibiscono band musicali, per il paese girano i ragazzi alesi vestiti secondo la tradizione a vendere le coccarde tricolore. Il giorno di ferragosto la banda sveglia la cittadina suonando lungo tutto il percorso del paese e fermandosi in vari punti per balli. Dopo la  messa la banda accompagna la processione fino al Villar e durante tutta la giornata suona per il borgo. Interessante è anche la festa dei mestieri che si celebra ogni 3 anni ad inizio settembre nella frazione del Villar. Lungo le caratteristiche vie del borgo gli abitanti si mettono all'opera per far sembrare che la città viva come 100 anni fa, con rappresentazioni di falegnami, mercanti, pastori, cartomanti e riproduzioni di antiche botteghe.

## Amministrazione

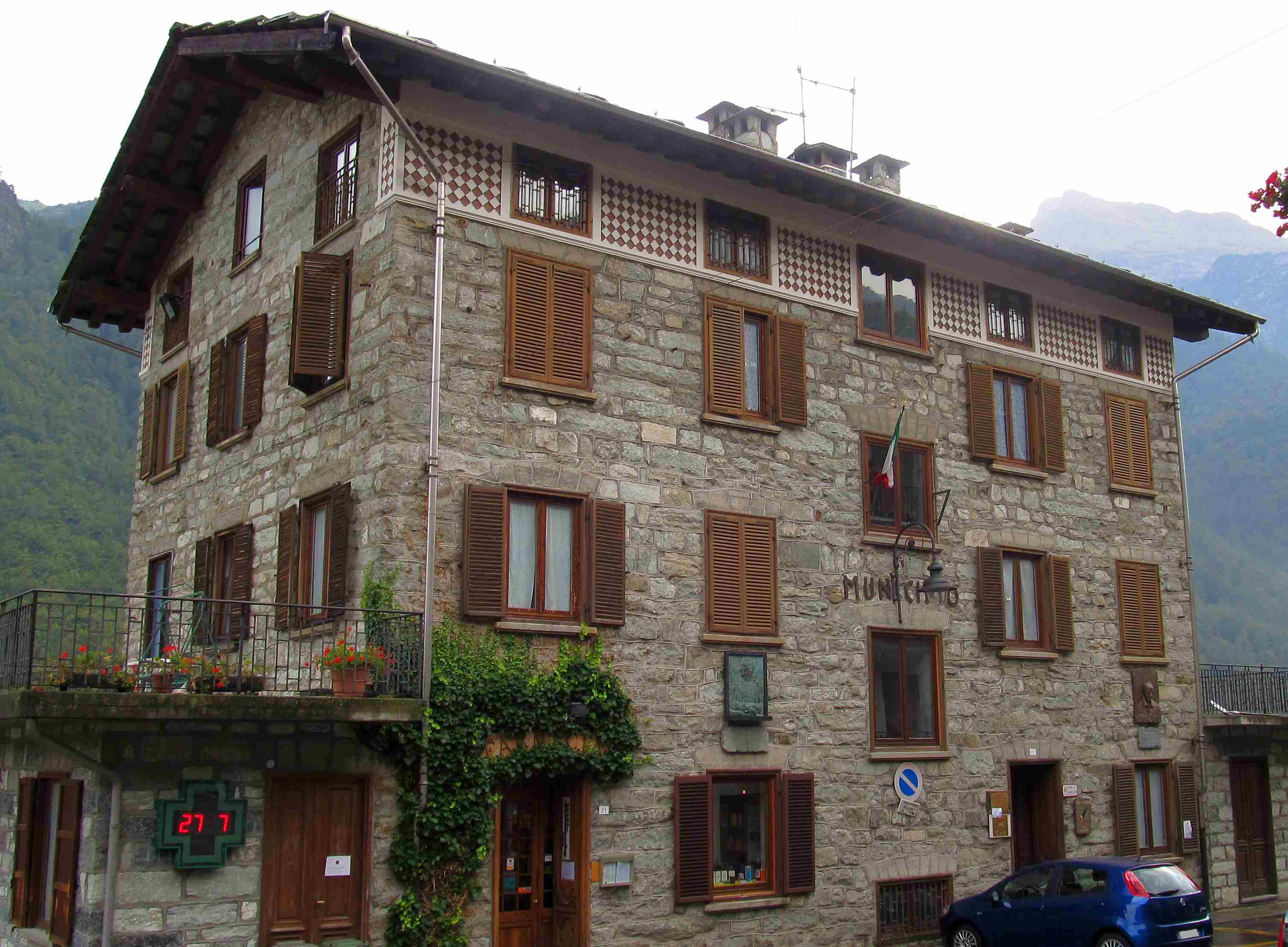
Il municipio

| Periodo | Periodo   | Primo cittadino      | Partito      | Carica  | Note |
| ------- | --------- | -------------------- | ------------ | ------- | ---- |
| 2004    | 2009      | Gianpiero Alasonatti | Lista civica | Sindaco |      |
| 2009    | 2014      | Gianpiero Alasonatti | Lista civica | Sindaco |      |
| 2014    | 2019      | Mauro Garbano        | Lista civica | Sindaco |      |
| 2019    | in carica | Mauro Garbano        | Lista civica | Sindaco |      |

### Altre informazioni amministrative
Il comune fa parte dell'Unione dei Comuni montani delle Valli di Lanzo, Ceronda e Casternone, ex Comunità montana Valli di Lanzo, Ceronda e Casternone.